# Autorijles
Een rijles is onderdeel van een rijopleiding voor het behalen van een rijbewijs om een motorvoertuig te mogen besturen.

## Rijles in Nederland
Rijlessen volgt men bij een rijschool. In 2020 waren er in Nederland bijna 9000 rijscholen. Men kan in Nederland met 16,5 jaar bij elke rijschool beginnen met het nemen van rijlessen. Een bewijs van rijvaardigheid kan worden verkregen door met goed gevolg een theorie- en een praktijkexamen af te leggen.
Het theorie-examen kan afgelegd worden wanneer iemand 16 jaar of ouder is. Het examen bestaat uit 50 vragen waarvan de kandidaat er maximaal 6 fout mag hebben. Het examen bestond eerder uit 3 onderdelen met in totaal 66 vragen: gevaarherkenning (maximaal 12 fouten), kennis (maximaal 2 fouten) en inzicht (maximaal 3 fouten), maar dit is op 7 april 2025 veranderd door het CBR. 
Bij de opleiding voor het praktijkexamen kan de voortgang getest worden middels een tussentijdse toets: een rijtest die verloopt als een echt examen. Het is een gelegenheid om alvast te wennen aan het rijexamen en eventuele nervositeit weg te nemen. Anno 2025 heeft het CBR ervoor gekozen dit tot 1 juli van dat jaar niet te doen, vanaf die datum wordt er beoordeeld of op enkele locaties wel weer de tussentijdse toets gemaakt kan worden.

### Opleiding tot rijinstructeur in Nederland
In Nederland kan iedereen rijinstructeur worden, nadat een rijbewijs en een middelbaar diploma is overgelegd of een geschiktheidstest is afgelegd bij het Innovam Branche Kwalificatie Instituut (IBKI). Men kan dan aan een basisopleiding tot rijinstructeur deelnemen. Deze basisopleiding duurt gemiddeld 8 tot 12 maanden.
Daarna moet elke rijinstructeur elke vijf jaar zes dagdelen theoretische basis bijscholingen volgen. Ook moet elke rijinstructeur elke vijf jaar twee praktijkbegeleidingen afleggen. Slaagt hij/zij voor de praktijkbegeleiding, dan is de bevoegdheidspas weer voor vijf jaar geldig. Bij onvoldoende resultaat is één herkansing mogelijk; is deze ook onvoldoende, dan verliest de rijinstructeur de bevoegdheid om rijles te geven.
Om een rijschool te beginnen moet men in het bezit zijn van een bevoegdheidspas van het IBKI. Een lesauto moet voorzien zijn van een blauw bord met een witte L en een dubbele bediening (koppeling en rem aan de instructeurszijde) zodat de instructeur daarmee een leerling kan begeleiden, coachen en indien nodig kan ingrijpen.
In een vrijwillig traject is het voor de rijinstructeur mogelijk om een gevorderde of voortgezette motorrijinstructeursopleiding te volgen, bijvoorbeeld bij een gespecialiseerd kennisinstituut als KNMV. Deze opleiding staat los van de basisopleiding tot rijinstructeur.

## België

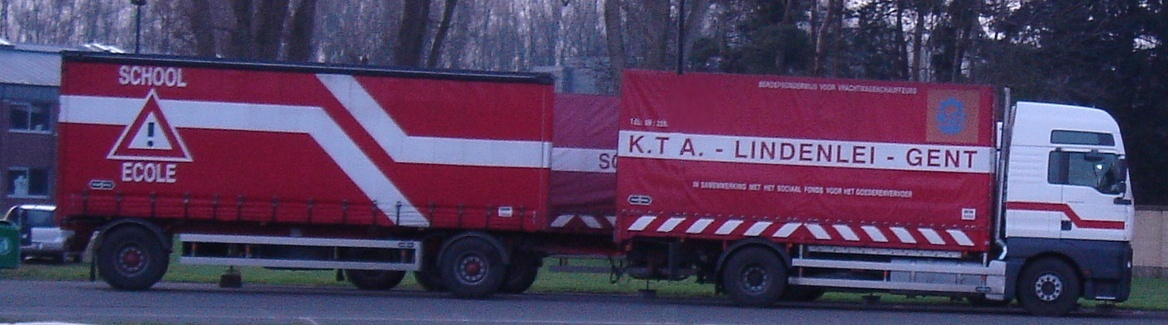
Rijlessen bij een rijschool gebeuren met speciaal daarvoor bedoelde voertuigen. Op de afbeelding een oefenvoertuig: vrachtwagen plus aanhangwagen

In België zijn meerdere trajecten mogelijk tot het behalen van een rijbewijs.
Na tweemaal opeenvolgend niet slagen voor het praktijkexamen, moeten minimaal zes uur praktijkles gevolgd worden in een erkende rijschool.

### Vernieuwde rijopleiding
Om de praktijkopleiding te kunnen aanvangen, moet men geslaagd zijn voor een theoretisch examen. Indien geslaagd, kan de kandidaat-bestuurder twee kanten op:

#### VRB18M
Vanaf 18 jaar kan iemand in de rijschool een pakket van (minimaal) twintig uren rijles volgen. Na deze twintig uren kan de cursist een bekwaamheidsattest bekomen waarmee hij een voorlopig rijbewijs zonder begeleider kan afhalen op het gemeentehuis. Met dit voorlopige rijbewijs mag men alleen de weg op, of in gezelschap van één begeleidend persoon die minimaal 24 jaar oud is en in het bezit is van een rijbewijs B.
Een stageperiode van minimaal drie maanden is verplicht. Na maximaal 18 maanden moet het praktijkexamen afgelegd worden. Dit gebeurt in het bijzijn van de instructeur of een begeleidend persoon.

#### VRB36M
Vanaf 17 jaar is het mogelijk te starten met rijlessen. Men mag geen praktijklessen volgen in een rijschool, maar het is wel mogelijk om een basisopleiding van zes uren praktijkonderricht te volgen. Om de weg op te mogen, moet de leerling een voorlopig rijbewijs met begeleider afhalen op het gemeentehuis. Met dit voorlopige rijbewijs mag de leerling enkel met begeleider de baan op, eventueel nog vergezeld van één passagier. De begeleider moet ten minste acht jaar houder zijn van een Belgisch of Europees rijbewijs dat ten minste geldig is voor de categorie B én mag niet vervallen zijn of geweest zijn van het recht tot sturen binnen de drie jaar vóór de afgifte van het voorlopig rijbewijs.
Een stageperiode van minimaal drie maanden is verplicht. Na maximaal 36 maanden moet het praktijkexamen afgelegd worden. Dit gebeurt in het bijzijn van de instructeur of begeleider.

### Oude rijopleiding

#### Model 1
Model 1 houdt in dat men acht uur praktijklessen volgt bij een erkende rijschool. Hierna kan men een voorlopig rijbewijs behalen voor negen maanden. Op dit voorlopige rijbewijs moeten minstens één en ten hoogste twee begeleider(s) vermeld staan. Een begeleider moet ten minste zes jaar in het bezit zijn van een rijbewijs. De leerling in kwestie mag met zijn voorlopige rijbewijs enkel de weg op als een van de twee begeleiders hem vergezelt. Ook de begeleiders kunnen aan een alcoholcontrole onderworpen worden. Tijdens de negen maanden moet men nog eens twee uur rijlessen volgen en vanaf de zevende maand kan men dan het praktijkexamen afleggen.

#### Model 2
Model 2 verloopt analoog met model 1, met de volgende verschilpunten: Initieel moet men twintig uur rijlessen volgen, waarna men een voorlopig rijbewijs krijgt voor zes maanden. Tijdens deze zes maanden mag men alleen rijden. Ook mag men vergezeld zijn van een persoon boven de 24 jaar die een rijbewijs heeft. Verder hoeft men aan geen enkele verplichting te voldoen. In dit laatste geval mag er zelfs nog een derde passagier bij. Tijdens de zes maanden moet nog eens twee uur rijlessen gevolgd worden en vanaf de vierde maand mag men het praktijkexamen afleggen.

#### Model 3
Met model 3 is het mogelijk een rijbewijs te halen zonder zelfs maar één rijles te volgen bij een erkende rijschool. Men kan gewoon het voorlopige rijbewijs afhalen op het gemeentehuis, met vermelding van één of twee begeleiders net zoals bij Model 1. Dit voorlopig rijbewijs is twaalf maanden geldig, en vanaf de tiende maand kan men het rijexamen afleggen via een erkende rijschool.